# Gallen Lo Ka-Leung
Gallen Lo Ka-Leung 羅嘉良 (Hongkong, 16 december 1962) (jiaxiang: Guangdong, Dongguan) is een Hongkongse acteur die nu werkt bij TVB. In het begin van zijn acteercarrière werkte hij voor HKATV. Zijn laatste scholing was de vijfde klas van de middelbare school in Hongkong. Lo Ka-Leung is de enige TVB ster die drie keer de prijs TVB's Best Actor Award heeft gewonnen. Na 2003 ging hij naar het Chinese vasteland om te werken in reclames. In 2007 ging hij weer terug naar TVB en speelde een hoofdrol in de serie When a Dog Loves a Cat die in 2008 werd uitgezonden.

## Filmografie
- City Stories (1986)
- The Seasons (1987)
- Lung Ting Tsang Pa – Battle In The Royal Court (1988)
- The Legend of Master Chan (1988)
- The Final Verdict (1988)
- Looking Back in Anger (1989)
- Mystery Of The Parchment (1989)
- The Self-Within (1990)
- Silken Hands (1990)
- The Hunter's Prey (1990)
- Vengeance (1990)
- Be My Guest (1991)
- Bet on Fate (1992)
- The Hero from Shanghai (1992)
- The Last Conquest (1993)
- Ambition (1993)
- Plain Love (1994)
- The Legend of Condor Heroes 1994 (1994)
- Hand of Hope (1994)
- Dark Tales (1996)
- Cold Blood Warm Heart (1996)
- Criminal Investigator II (1996)
- Those Were the Days (1997)
- Old Time Buddy (1997)
- Mystery Files (1997)
- Old Time Buddy 2 - To Catch a Thief (1998)
- Secret of the Heart (1998)
- Mr. Diana (1999)
- At the Threshold of an Era (1999)
- At the Threshold of an Era II (2000)
- At Point Blank (2001)
- Seven Sisters (2001)
- Hope for Sale (2001)
- Golden Faith (2002)
- The 'W' Files (2003)
- Kung Fu Soccer (2004)
- My Fair Lady (2005) (我爱钟无艳) - met Fann Wong
- Lady Wang in Exile (2006)
- The Great Navigator: Zheng He (2007)
- Hu Jia Han Yue (Chinese Moon on Hu's Land) (2007)
- Lang Yan (Wolf Smoke) (2007)
- When A Dog Loves A Cat (2008)
- Perfect Ending (2008)

- Library of Congress Control Number: no2011162618
- MusicBrainz: 1528134f-649f-4b9f-a094-9d6f820a1f4b
- Virtual International Authority File: 187576404
- WorldCat: E39PBJrrCbh8V8jvWVXXbD7fv3